# Napolitana
Napolitana é um óleo sobre tela da autoria do pintor português Henrique Pousão. Pintado em 1882 e mede 40,3 centímetros de altura e 32 centímetros de largura.
A pintura pertence ao Museu Nacional de Soares dos Reis de Porto.

## Galeria

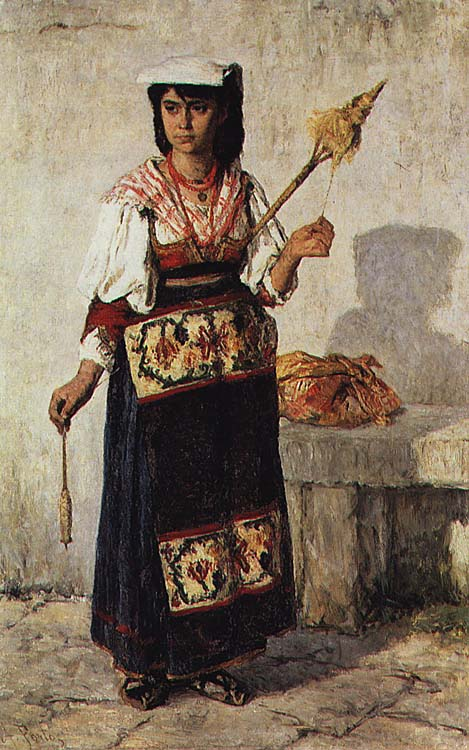
Pequena Fiandeira Napolitana (1877), de Silva Porto. Óleo sobre tela, no Museu do Chiado.